# 신게역
신게역(일본어: 新家駅, しんげえき 신게에키[*])은 일본 오사카부 센난시에 위치한 서일본 여객철도의 역이다.

## 역 구조
상대식 승강장으로 2면 2선의 지상역이다. 역사는 하행선 승강장 쪽에 있으며 상행선 승강장과는 과선교로 연결되어 있다.
이코카 및 제휴 교통카드의 사용이 가능하다.

### 승강장
| 1 | ■ 한와 선 | 이즈미스나가와역 · 와카야마 방면                    |
| 2 | ■ 한와 선 | 히네노 · 오토리 · 덴노지 · 오사카(기슈지 쾌속) 방면 |

## 역사
- 1930년 6월 16일: 한와 전기 철도 이즈미후추 ~ 히가시와카야마 간의 노선 신설에 따라 개업하였다.
- 1940년 12월 1일: 회사 간 인수 합병에 따라 난카이 전기 철도 야마노테 선의 소속이 되었다.
- 1944년 5월 1일: 국유화에 따라 일본국유철도의 소속이 되었다.
- 1987년 4월 1일: 민영화에 따라 서일본 여객철도의 소속이 되었다.
- 2003년 11월 1일: 이코카의 사용이 개시되었다.

## 인접정차역
| 서일본 여객철도 한와 선                 | 서일본 여객철도 한와 선 | 서일본 여객철도 한와 선      |
| --------------------------------------- | ----------------------- | ---------------------------- |
| 나가타키 덴노지 방면                    | ■ 한와 선 보통          | 이즈미스나가와 와카야마 방면 |
| 보통에는 구간 쾌속 및 B쾌속도 포함된다. |                         |                              |